# Montes de Oca (Guajira)
Los montes de Oca se encuentra al extremo norte de la serranía del Perijá en el Estado Zulia. Comprende la porción más septentrional de la cordillera Oriental. Este sistema montañoso está situado en la región suroriental del departamento de La Guajira, y sirve de límite internacional entre las repúblicas de Colombia y Venezuela. Inmersa en este sistema orográfico está ubicado también la Reserva Forestal Protectora de Montes de Oca, la cual ocupa un área de 8.494,15 hectáreas y se ubica en la jurisdicción de los municipios guajiros de Maicao (6.973,66 ha) y Albania (1.520,49 ha); la reserva tiene una forma alargada y su eje orienta en sentido suroeste-noreste, mide unos 25 kilómetros de anchura en promedio. Sus límites altitudinales oscilan entre 200 y 800 m s. n. m. en el cerro de Carraipía, que representa el punto más alto en este sector.
Por su ubicación los Montes de Oca están considerados como un corredor altitudinal entre los páramos del centro de la Serranía del Perijá y áreas xerofíticas de la media-alta Guajira, y constituyen un punto de contacto obligado entre las biotascis y transandinas en el norte de América del Sur. Desde el punto de vista biogeográfico forman parte del cinturón árido pericaribeño y de la región Norandina (Perijá y Guajira-Alto Cesar) y abarca un área bastante antigua, geológicamente comparable con la de la Sierra Nevada de Santa Marta.

## Flora
La cobertura natural de mayor representación en la serranía es el bosque seco tropical, del cual se sospecha que subsiste menos de un 1,5% de su superficie original en toda Colombia, y constituye por ende uno de los ecosistemas más amenazados y con escasa representación en áreas protegidas del país.
Aun cuando bastante desconocida, se sabe que la biota del bosque seco tropical alberga cerca del 16% de las especies de flora amenazada de Colombia y posee más del 60% de la fauna con distribución restringida a la Llanura Costera del Caribe. Hasta el momento los inventarios hechos a las flores que se desarrollan en la serranía han identificado 255 especies, 209 géneros y 55 familias, en donde sobresalen por su abundancia las leguminosas, de familias como la Bignoniaceae y Burseraceae. Las lianas y bejucos son comunes y abundas los de las familias Convolvulaceae, Cucurbitaceae, Menispermaceae, Passifloraceae y Smilacaceae.
Estudios recientes desarrollados por Conservación Internacional para la formulación del plan de manejo de la reserva identificaron siete unidades de cobertura y uso de la tierra tales como:
- Matorral seco
- Bosque freatofítico
- Bosque caducifolio
- Bosque montano
- Bosque de crecimiento secundario
- Bosque de crecimiento secundario tardío
- Agroecosistemas

## Fauna

### Anfibios
En total se encuentran 20 especies de anfibios.

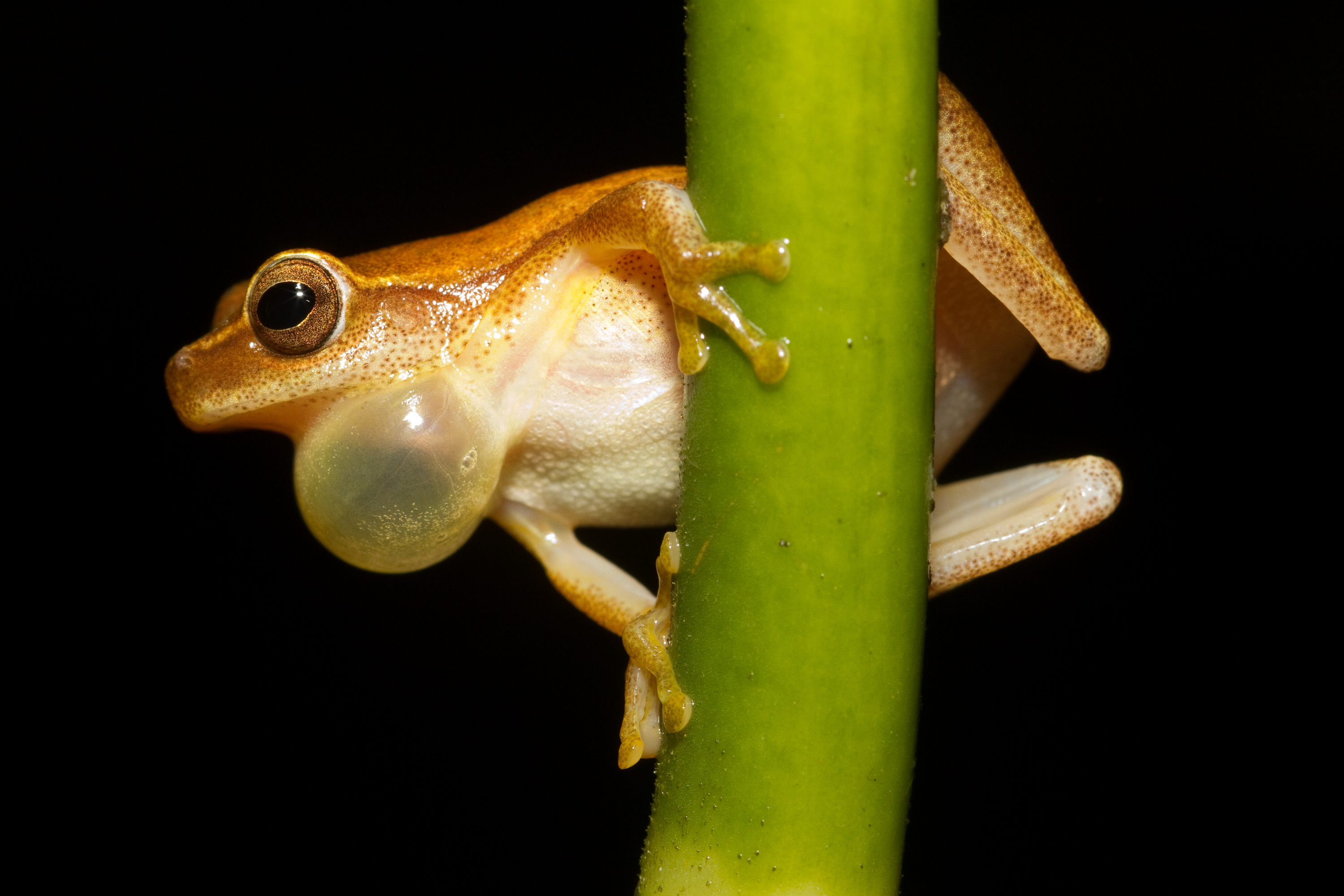
Ranita amarilla.

- Dendropsophus microcephalus o Ranita amarilla.
- Rhinella marina o Sapo común.
- Leptodactylus fuscus o Rana picua.
- Pipa parva o Rana acuática.
- Chiasmocleis panamensis o Sapito de los termiteros

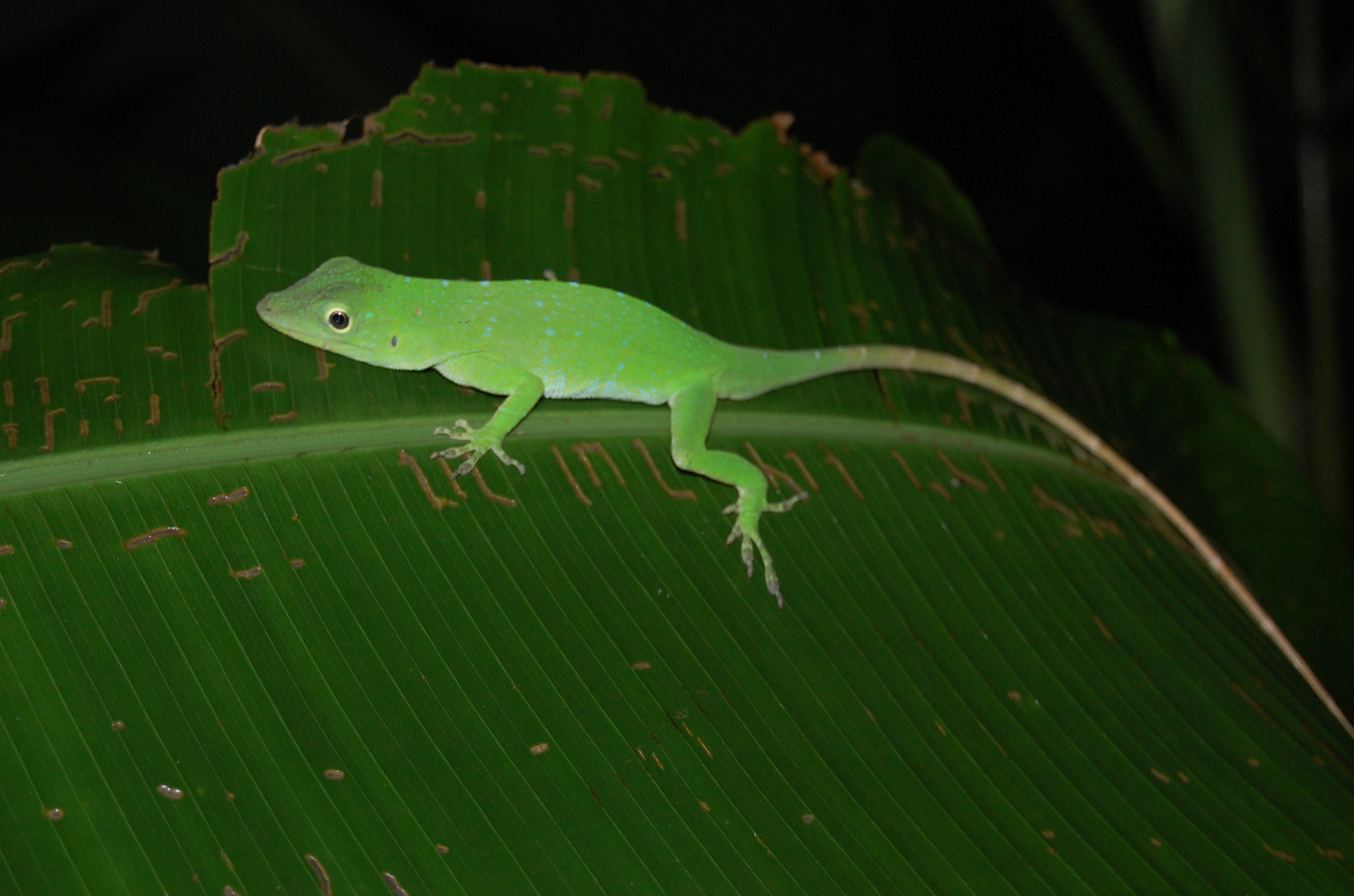
Camaleón verde.

### Reptiles
En total se encuentran 54 especies de reptiles.
- Amphisbaena fuliginosa o Pomposa Negra.
- Hemidactylus frenatus o Tuqueca.
- Lepidoblepharis sanctaemartae o Lagartijo.
- Iguana iguana o Iguana.
- Anolis biporcatus o Camaleón verde.
- Analis onca o Sacacoto rojo.
- Bachia talpa o Tin tin.
- Tretioscincus bifasciatus o Limpiacasa coliazul.
- Ameiva ameiva o Lobo azul.
- Boa constrictor o Boa. Iguana juvenil en libertad.
- Clelia clelia o Mataculebra
- Enulius flavitorques o Tierrera.

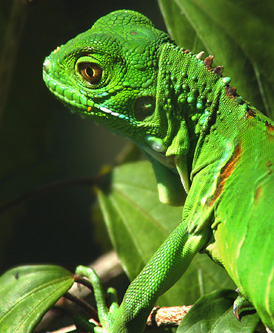
Iguana juvenil en libertad.

- Oxyrhopus petolarius o Falsa coral.
- Pseudoboa neuwiedii o Coral macho.
- Thamnodynastes paraguanae o Mapanare.
- Xenodon severus o Sapa.
- Crotalus durissus o Cascabel.
- Micrurus dumerilii carinicauda o Coral.
- Chelonoidis carbonaria o Morrocoy.

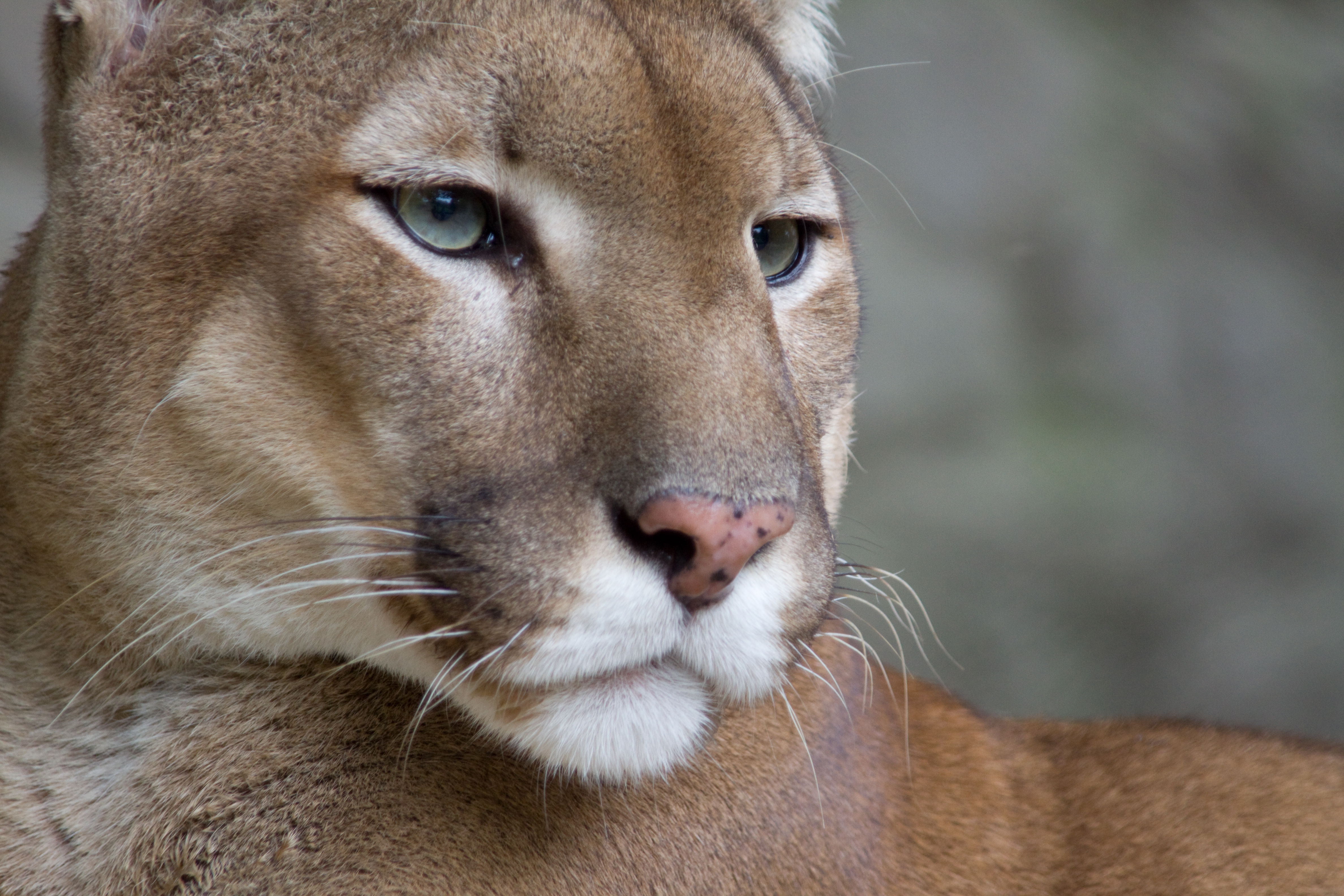
Primer plano del rostro del Puma concolor.

### Mamíferos
En total cuenta con 67 especies de mamíferos.
- Bradypus variegatus u Oso perezoso.
- Cyclopes didactyluso Osito hormiguero.
- Myrmecophaga tridactila u Oso gigante hormiguero.
- Ateles hybridus o Marimonda.
- Aotus griseimembra o Matica.
- Sciurus granatensis o Ardita.
- Coendou prehensilis o Puercoespín.

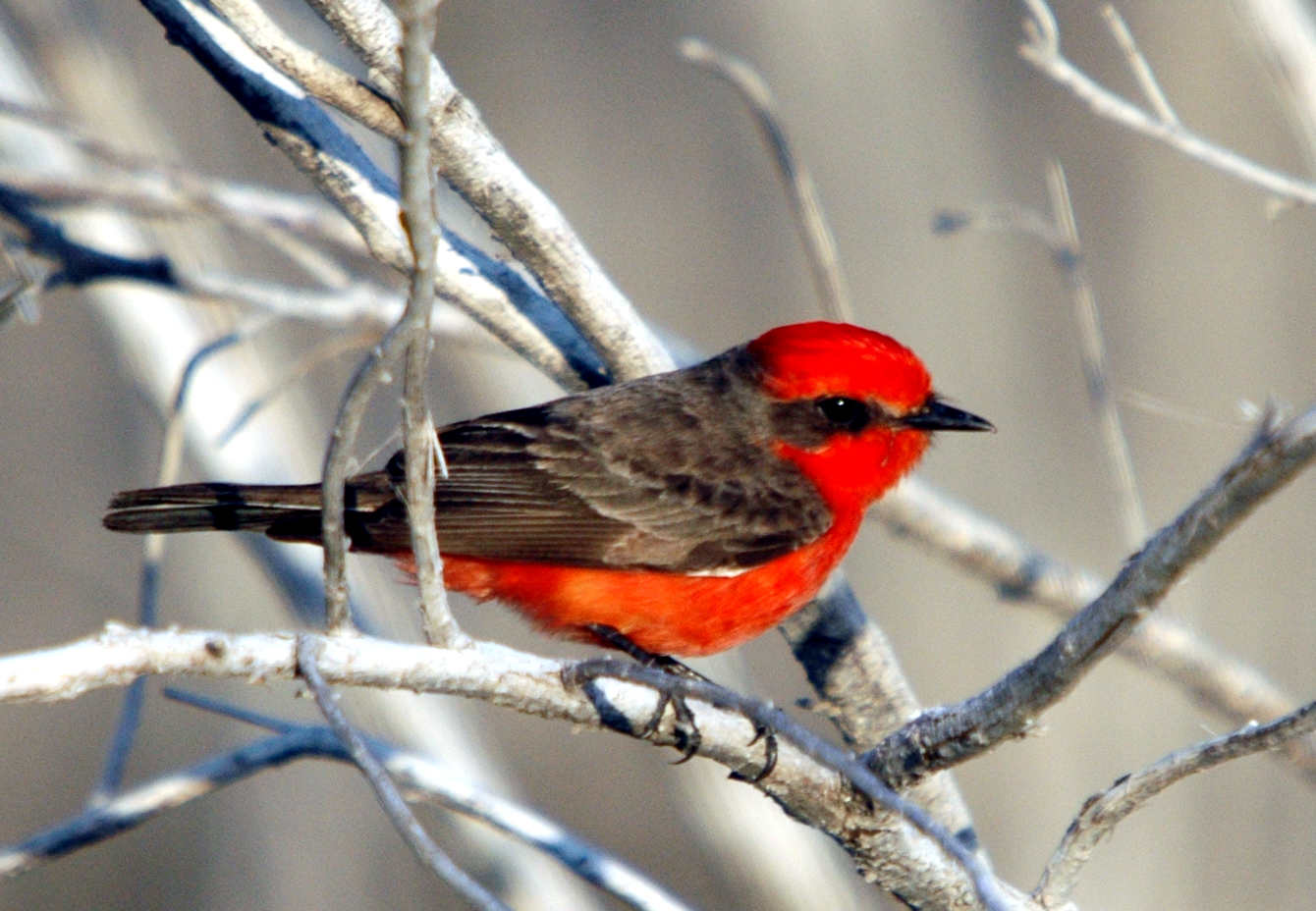
Sangretoro.

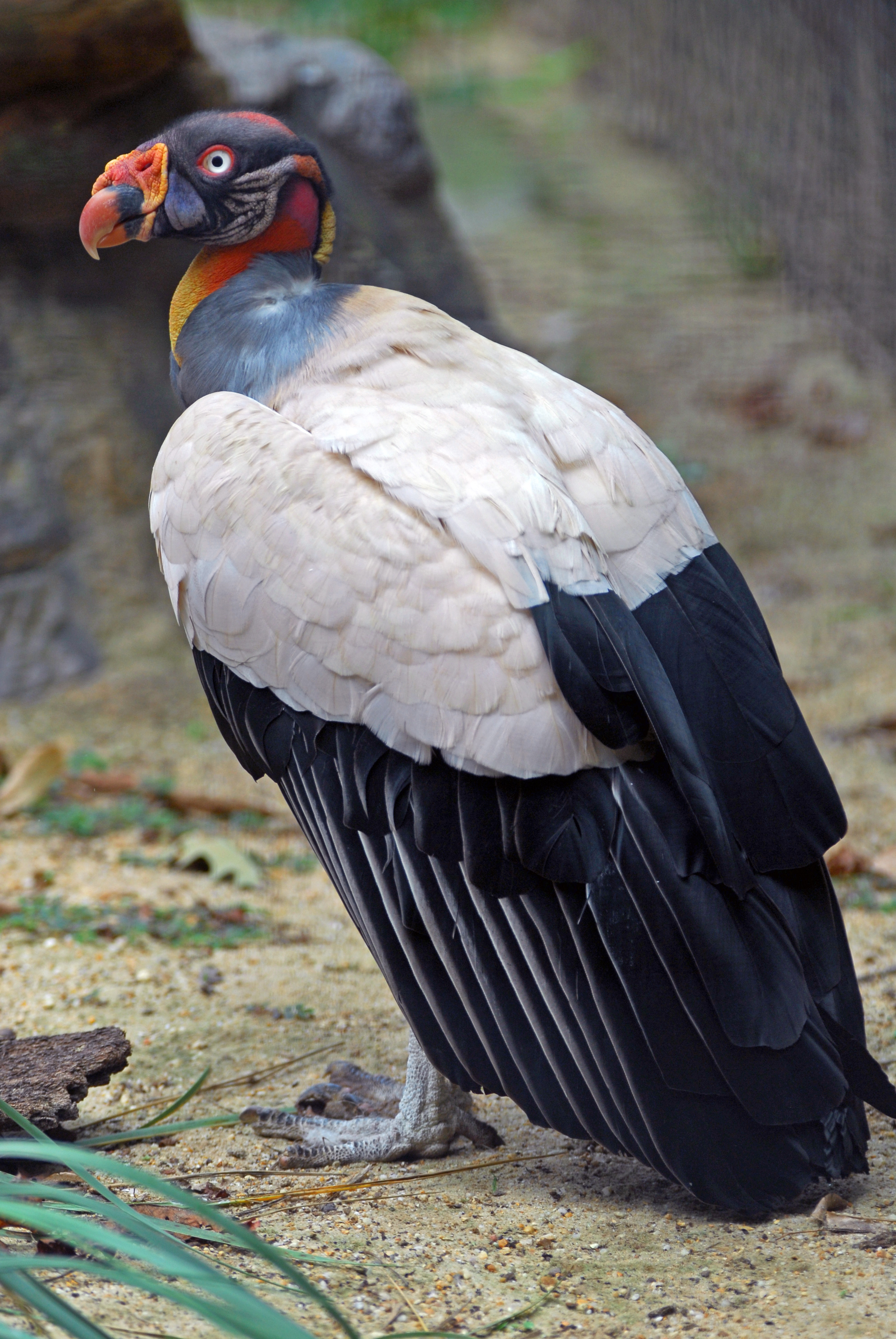
Aspecto del Rey Golero.

- Cuniculus paca o Guartinaja.
- Sylvilagus floridanus o Conejo.
- Leopardus wiedii o Tigrillo.

- Puma yagouaroundi o Oncita.
- Puma concolor o Puma.
- Panthera onca o Jaguar (Yaguar):
- Speothos venaticus o Zorro perro.
- Lontra longicaudis o Nutria.
- Tapirus terrestris o Danta.
- Pecari tajacu o Zaino.
- Mazama americana o Cauquero.

### Aves
En total cuenta con 178 especies de Aves.
- Penelope argyrotis o Pava canosa.
- Sarcoramphus papa o Rey Golero.
- Harpyhaliaetus solitarius o Águila.
- Buteo nitidus o Gavilán cenizo.
- Caracara cheriway o Carri carri.
- Falco peregrinus o Halcón Peregrino.
- Columbina squammata o Palomita cascabel.
- Patagioenas corencis o Torcaza cardonera.
- Thectocercus acuticaudata o Cotorra Guajira.
- Eupsittula pertinax o Cotorra carisucia.
- Ara chloropterus o Guacamaya.
- Piaya cayana o Pájaro ardilla.
- Megascops choliba o Currucutú.
- Thalurania colombica o Colibrí.
- Momotus subrufescens o Barranquillo.
- Ramphastos sulfuratus o Tucán.
- Pyrocephalus rubinus o Sangretoro.
- Pipra erythrocephala o Saltarín.
- Dacnis cayana o Mielerito Azul.
- Sporophila schistacea o Mochuelo.
- Cardinalis phoeniceus o Rey guajiro.
- Icterus auricapillus o Toche.

- Datos: Q16608836